# نازومي ساساكي
نازومي ساساكي (باليابانية: 佐々木 希) (بالروماجي: Sasaki Nozomi) هي ممثلة وعارضة أزياء يابانية، ولدت في 8 فبراير 1988 في مدينة أكيتا في محافظة أكيتا في اليابان. ، كما عملت عارضة أزياء لمدة 7 سنوات.